# C15orf41
C15orf41 (англ. Chromosome 15 open reading frame 41) – білок, який кодується однойменним геном, розташованим у людей на 15-й хромосомі. Довжина поліпептидного ланцюга білка становить 281 амінокислот, а молекулярна маса — 32 264.
| 10         |  | 20         |  | 30         |  | 40         |  | 50         |
| ---------- |  | ---------- |  | ---------- |  | ---------- |  | ---------- |
| MILTKAQYDE |  | IAQCLVSVPP |  | TRQSLRKLKQ |  | RFPSQSQATL |  | LSIFSQEYQK |
| HIKRTHAKHH |  | TSEAIESYYQ |  | RYLNGVVKNG |  | AAPVLLDLAN |  | EVDYAPSLMA |
| RLILERFLQE |  | HEETPPSKSI |  | INSMLRDPSQ |  | IPDGVLANQV |  | YQCIVNDCCY |
| GPLVDCIKHA |  | IGHEHEVLLR |  | DLLLEKNLSF |  | LDEDQLRAKG |  | YDKTPDFILQ |
| VPVAVEGHII |  | HWIESKASFG |  | DECSHHAYLH |  | DQFWSYWNRF |  | GPGLVIYWYG |
| FIQELDCNRE |  | RGILLKACFP |  | TNIVTLCHSI |  | A          |  |            |

A: Аланін

C: Цистеїн

D: Аспарагінова кислота

E: Глутамінова кислота

F: Фенілаланін

G: Гліцин

H: Гістидин

I: Ізолейцин

K: Лізин

L: Лейцин

M: Метіонін

N: Аспарагін

P: Пролін

Q: Глутамін

R: Аргінін

S: Серин

T: Треонін

V: Валін

W: Триптофан

Кодований геном білок за функцією належить до фосфопротеїнів. 
Задіяний у такому біологічному процесі, як альтернативний сплайсинг. 